# Monotaxis bracteata
Monotaxis bracteata là một loài thực vật có hoa trong họ Đại kích. Loài này được Nees ex Klotzsch mô tả khoa học đầu tiên năm 1848.